# أنا بيتي البشعة
أنا بيتي البشعة (بالإسبانية: Yo soy Betty, la fea)‏، ويعرف كذلك باسم بيتي البشعة هو مسلسل كولومبي من صنف الرواية التلفزيونية وكان إنتاجه بين 25 أكتوبر 1999 و8 مايو 2001. كتب المسلسل فيرناندو جيتان وأنتجته آر سي أن. نسخٌ كثيرة عن المسلسل قد أنتجت في بلدان أخرى بسبب الشعبية التي حظيت بها القصة. في بلد مثل الولايات المتحدة، فإن كلا المسلسلين الهزليين الدراميين بيتي القبيحة وأجمل فتاة قبيحة الخاص بشبكة تيلفيزا، مستوحيان من المسلسل الكولومبي هذا.
وفي يناير من عام 2009؛ أي بعد ثمانية سنوات من بث المسلسل أول مرة، بثت القناة الأمريكية الناطقة باللغة الإسبانية تيليفوتورا المسلسل مرة أخرى. وقد تجلى نجاح هذا البث في عدد المشاهدين الذي تجاوز المليون مشاهد، أكثر من نصفهم كانوا من البالغين بين 18 - 49 سنة. إضافةً لذلك، فإن الحلقة الرئيسة قد أعيدت مرة أخرى، وفي بعض الحالات فقد كانت نسب المشاهد قد وصلت إلى ثلاثة أضعاف العرض الأول بين جميع الفئات.
ولما حققته إعادة بث المسلسل في الولايات المتحدة، فقد بثت المسلسل مرة أخرى القناة المكسيكة قناة النجوم غي يونيو عام 2009.
مسلسل بيتي البشعة يُعتبر واحداً من أكثر المسلسلات شعبية في العالم، كما أنه الرواية التلفزيونية الأنجح على الإطلاق في تاريخ أمريكا اللاتينية. كذلك فإن هذا المسلسل هو الأول من نوعه الذي أعيد إنتاجه لمرات عديدة عبر العالم، مما جعل الكثيرين يعدونه أن نقل الرواية التلفزيونية إلى مستوى جديد من النجاح.

## وصلات خارجية
- أنا بيتي البشعة على موقع IMDb (الإنجليزية)
- أنا بيتي البشعة على موقع كينوبويسك (الروسية)
- أنا بيتي البشعة على موقع ألو سيني (الفرنسية)
- أنا بيتي البشعة على موقع قاعدة بيانات الفيلم (الإنجليزية)